# James Carnegie, 3.º Duque de Fife
James George Alexander Bannerman Carnegie (23 de setembro de 1929 – 22 de junho de 2015) foi o Duque de Fife de 1959 até 2015. Carnegie era um bisneto do rei Eduardo VII do Reino Unido e da princesa Alexandra da Dinamarca; sendo um primo em segundo grau da rainha Isabel II do Reino Unido e do rei Haroldo V da Noruega. Através de seu avô materno, também era descendente do rei Guilherme IV através da linhagem ilegítima.

## Família
Sua mãe, a princesa Matilde de Fife, foi a filha mais nova de Alexandre Duff, 1.º Duque de Fife, e sua esposa Luísa, Princesa Real do Reino Unido, sendo assim neta do rei Eduardo VII do Reino Unido e sua esposa a princesa Alexandra da Dinamarca, que serviu de rainha consorte britânica.

## Duque de Fife
O ducado de Fife foi concedido pela primeira vez em 1889 ao avô do duque, o de Alexander Duff, 6.° Conde de Fife, pela rainha Vitória do Reino Unido, devido ao casamento dele em seu casamento com a até então princesa Louise de Gales, a filha mais velha do príncipe Eduardo, Príncipe de Gales e a sua esposa, a princesa Alexandra da Dinamarca, Princesa de Gales. Em abril de 1900, o primeiro duque recebeu uma nova patente como duque de Fife e conde de Macduff no Pariato do Reino Unido, desta vez com um restante especial para as filhas da princesa Louise e sua linhagem masculina.  Como os únicos filhos sobreviventes do duque e da princesa Louise eram duas filhas, o ducado passou para a princesa Alexandra de Fife, 2.° Duquesa de Fife, que se casou com o príncipe Artur de Connaught..
Em 26 de fevereiro de 1959, o duque sucedeu a sua tia materna, a 2.° Duquesa de Fife, como duque de Fife e conde de Macduff, porque o seu único filho, o Alastair, 2.º Duque de Connaught e Strathearn havia sofrido um terrível acidente.  Em 16 de fevereiro de 1992, o terceiro duque também sucedeu seu pai como conde de Southesk e como chefe do clã Carnegie.

## Czar Nicolau II
Na década de 1990, o DNA mitocondrial de Fife (mDNA) foi usado para ajudar a identificar ossos recuperados na Sibéria em 1979 como restos do czar Nicolau II da Rússia, que foi executado em 1918, junto com sua esposa e filhos. A rainha consorte britânica, Alexandra, bisavó materna do duque de Fife, era a irmã mais velha da mãe de Nicolau II, a czarina consorte russa Dagmar da Dinamarca.
O teste exigiu um descendente de linhagem feminina, pois o mDNA é passado inalterado de mãe para filho, a menos que haja uma mutação. No caso de Fife, o mDNA da rainha Alexandra passou para a sua avó, a princesa Luísa, Princesa Real do Reino Unido, e depois para a sua mãe, a princesa Maud de Fife, e depois para ele. O mDNA de Fife correspondeu a 98,5% dos ossos, uma rara falha imperfeita que os cientistas suspeitavam ter sido causada por uma mutação genética do lado russo chamada heteroplasmia.  Em 1994, os restos do irmão mais novo de Nicolau II da Rússia, Grão-Duque Jorge Alexandrovich, foram exumados na cidade de São Petersburgo na Rússia. O mDNA do Grão-Duque Jorge também revelou a heteroplasia, confirmando a teoria da mutação e a prova conclusiva de que os ossos realmente pertenciam ao último czar da Rússia.

## Casamento e família

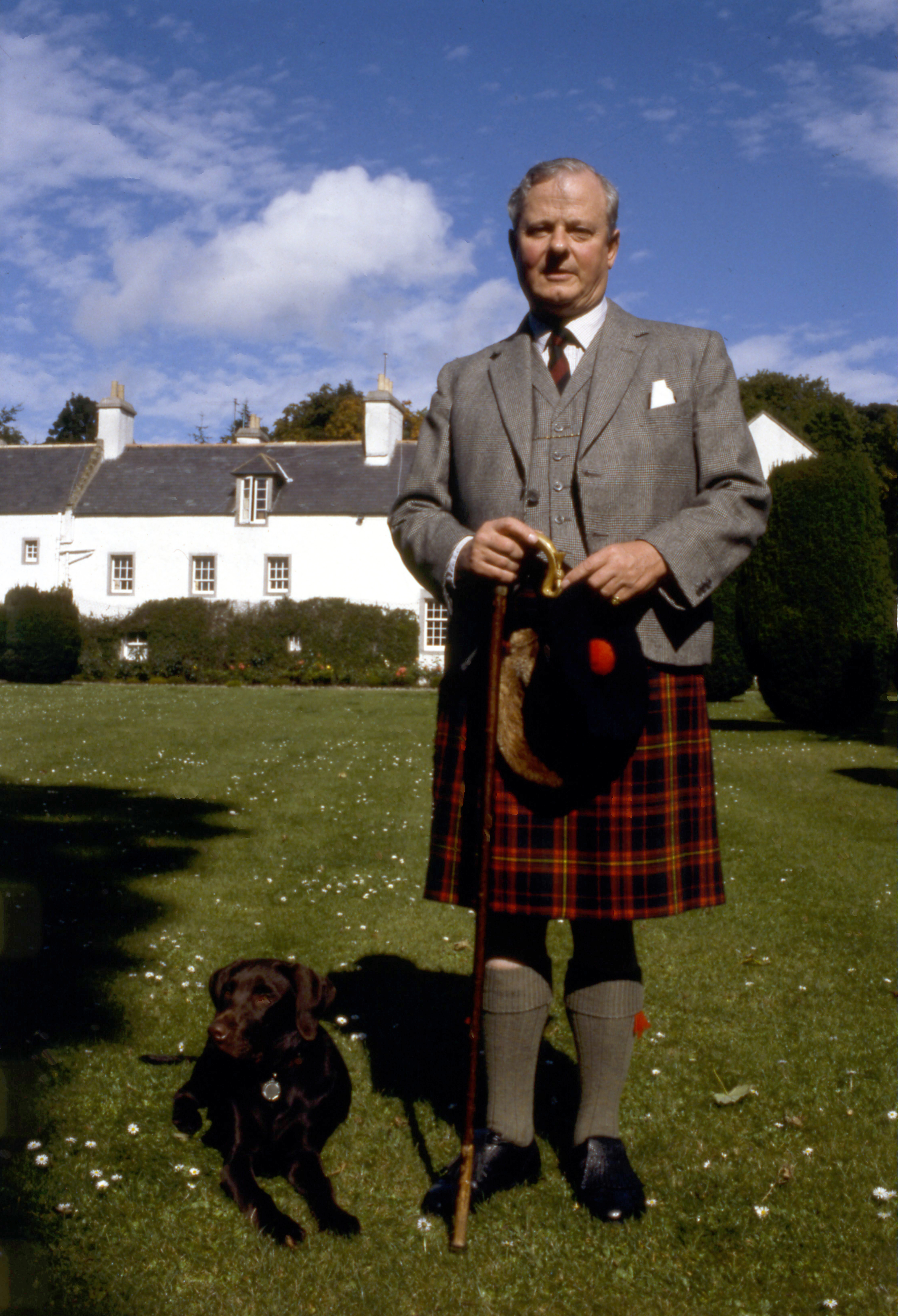
O duque em frente a Casa Elsick
(fotografia de Allan Warren, 1984)

Quando novo, o nome do duque estava ligado de várias maneiras à princesa Margarida do Reino Unido, à bailarina Mary Drage e à esportista Divina Galica.
Em 11 de setembro de 1956, o então Lord Carnegie casou-se com o Exmo. Caroline Dewar (nascida em 12 de fevereiro de 1934), a filha mais velha do 3.º Barão Forteviot.
O casamento produziu três filhos antes de se divorciarem em 1966:
- Filho natimorto (nascido em 04 de abril de 1958)
- Lady Alexandra Clare Carnegie (nascida em 20 de junho de 1959), que se casou com Mark Fleming Etherington em 11 de maio de 2001. Eles têm uma filha.
- David Charles Carnegie, 4º Duque de Fife (nascido em 03 de março de 1961), que se casou com Caroline Anne Bunting em 16 de junho de 1987 e conseguiu o quarto duque em 2015. Eles têm três filhos, incluindo Charles Duff Carnegie, Conde de Southesk (nascido em 1989), herdeiro atual do ducado.

## Outros títulos
Além de ser o terceiro duque de Fife, ele também foi:
- 12.º Conde de Southesk (Pariato da Escócia)
- 3.º Conde de Macduff (Pariato do Reino Unido)
- 12.º Lorde Carnegie de Kinnaird (Pariato da Escócia)
- 12.º Lord Carnegie, de Kinnaird e Leuchars (Pariato da Escócia)
- 4.º Barão Balinhard de Farnell, no condado de Forfar (Pariato do Reino Unido)
- 9.º Baronet Carnegie (Baronetage da Nova Escócia)